# Schwall
Schwall település Németországban, Rajna-vidék-Pfalz tartományban. Lakosainak száma 307 fő (2023. december 31.).

## Népesség
A település népességének változása:
| Lakosok száma | 145  | 330  | 323  | 315  | 311  | 307  |
|               | 1975 | 2017 | 2019 | 2021 | 2022 | 2023 |